# 黒田潤一
黒田 潤一（くろだ じゅんいち、1991年7月7日 ‐ ）は、日本の実業家、起業家、投資家。

## 来歴
兵庫県加古郡稲美町生まれ。
2012年、家庭教師派遣とスポーツスクール運営を個人事業として開始。家庭教師派遣では兵庫県と大阪を中心に派遣実績1500件、スポーツスクールでは生徒数250名を指導していた。2015年、同事業を地元の後輩に事業譲渡。
2015年、株式会社ドローンゲームス設立。テレビCMやミュージックビデオ等の撮影にドローンパイロットを派遣するパイロット派遣サービスを開始。その後、ドローン関連企業のマーケティング支援サービス、自治体のドローン活用コンサルティングサービスなどを提供。米国と日本のテクノロジーニュースを発信するメディア"CNET"で「大きな飛躍が見込まれるドローン関連企業」として同社が取り上げられ、また堀江貴文氏の著書「堀江貴文という生き方」でも同社が取り上げられるなど、さまざまなメディアから注目を集めるドローン企業となる。
2018年、株式会社ドローンゲームスを株式会社ゴンドラに売却。

## メディア出演・掲載

### テレビ番組
- あの遊びをバージョンアップ！キスマイGAME（2015年6月24日 テレビ朝日）
- ワールドビジネスサテライト（2015年10月12日 テレビ東京）
- ニュース シブ５時（2015年10月15日 NHK総合）
- 徳井バズる～遊べる学べるテクノロジー～（2016年9月16日 毎日放送）
- NHKニュース おはよう日本（2016年9月30日 NHK総合）
- NHKニュース おはよう日本（2016年10月3日 NHK総合）
- めざましテレビ（2016年11月28日 フジテレビ）
- なら≒デキ（2016年12月31日 テレビ朝日）
- なら≒デキ（2017年1月12日 テレビ朝日）
- キスマイレージ（2017年1月25日 テレビ朝日）
- キスマイレージ（2017年2月1日 テレビ朝日）
- デリシャカスもアッコにおまかせ！（2017年7月22日 TBS）

### ラジオ番組
- Hitec cafe (2015年7月28日 FM FUJI)
- 波田陽区のRADIO侍！ (2016年2月7日 FMラジオ)
- ドローンが未来を創る？！ドローンニスト2人と語る30分間。（2017年4月29日 J-wave）

### 新聞
- 日本経済新聞「ネガティブな面のみがクローズアップされてはもったいない」
- 日経BP「ドローンのエンターテイメント活用」

### 本・雑誌
- インプレスブックス「ドローン空撮入門」
- 宝島社「堀江貴文という生き方 - これからは、遊びが仕事になる！」
- 翔泳社「ドローンビジネス参入ガイド」
- Goods Press 8月号「気になるドローンのA to Z」インタビュー掲載
- 月刊事業構想 "ドローン操縦レース　空を「エンタメの舞台」に変える" インタビュー掲載
- ch FILES U-18 "社長に会いたい" インタビュー掲載
- NECフィールディング "フィールディングの課題解決ガイド" インタビュー掲載

### WEB
- 日経ビジネスオンライン “急成長「ドローン」今こそ知っておくべき7つの視点”
- CNET "大きな飛躍が見込まれるドローン関連企業"
- The Japan Times “Japan Drone Championship”
- The Huffington Post ”ドローンを使ったUFOキャッチャーをやってみた！”
- Engadget 日本版 ”ニコニコ超会議2016 超ドローンブース”
- ASCII.jp “時速72kmのドローン 立川でぶっ飛ばしてきた”
- SENSORS “ドローン・VR・AIも豊富「ニコニコ超会議」速報レポート”
- ROBOTEER "DroneGames社・黒田潤一代表インタビュー"
- IBM mugendai "ステージは「空」！ ドローン×エンタメビジネスの最前線を走る男"